# Polyaulon paradoxus
Polyaulon paradoxus är en stekelart som först beskrevs av Zetterstedt 1838.  Polyaulon paradoxus ingår i släktet Polyaulon och familjen brokparasitsteklar. Arten är reproducerande i Sverige. Inga underarter finns listade i Catalogue of Life.